# 捨てる恋あれば拾う恋あり
『捨てる恋あれば拾う恋あり』（すてるこいあればひろうこいあり）は、はフジテレビで放送されていた恋愛バラエティ番組である。略称は「捨恋」（すてこい）。系列局でも遅れネットで放送されている。

## 番組概要
2010年1月3日の24:50 - 25:50に特番が放送。2010年4月12日からはレギュラー番組に昇格となり、フジテレビの登龍門第1枠で2010年9月20日まで放送されていた。
恋愛で失敗を繰り返してしまう女性（恋愛オンチちゃん）が恋愛マスターからアドバイスを受ける。その様子を別室で男性たちがウォッチングし最後まで付き合いたいと思った男性が、後日女性とデートする。
女性は番組に「思い出の品」を預けておくが、カップル成立となれば預けたまま、成立とならなかった場合は持ち帰る。

## 特別編
また、恋愛以外のオンチを直す「特別編」の放送が開始された。
オンチさんと、そのオンチを直してほしいと思っている関係者（困ってるさん）が登場。捨恋マスターが双方の話を聞きアドバイスする。
オンチさんが直したいと思ったら、番組に「大切な品」を預け、直すためのサポートをしてもらう。

## 出演者

### レギュラー放送
- “恋愛オンチちゃん”の後見人：関根麻里
- メンタルトレーナー：久瑠あさ美

#### 恋愛マスター
- なるみ
- 岩佐真悠子
- 山本モナ
- スザンヌ
- あびる優
- 田野アサミ
- 川原麻衣（赤と黒）
- 相沢まき
- 星野加奈
- 三島ゆかり

#### フジテレビアナウンサー
- 松尾翠
- 長谷川豊
- 渡辺和洋

### 特番
- “恋愛オンチちゃん”の恋愛後見人：スザンヌ

#### 恋愛マスター
- いとうあさこ
- 浜田ブリトニー
- 松山クミコ
- 吉井唯
- 田母神智子
- Lie
- 相沢まき
- 原田まりる
- 大久保佳代子（オアシズ）
- バービー（フォーリンラブ）
- 吉野紗香
- 山本モナ
- あびる優
- 大沢あかね
- 中野美奈子（フジテレビアナウンサー）

#### フジテレビアナウンサー
- 中村光宏

### 特別編
- 関根麻里
- オンチさんサポーター：松尾陽介（ザブングル）
- 困ってるさんサポーター：井戸田潤（スピードワゴン）

#### 捨恋マスター
- なるみ
- 後藤輝基（フットボールアワー）
- スザンヌ
- あびる優
- 綾部祐二（ピース）
- 田野アサミ
- 陣内智則

#### フジテレビアナウンサー
- 田中大貴
- 石本沙織 ※元・オンチ後見人
- 生野陽子

## スタッフ
- ナレーション：福山潤、呉圭崇（特別編）
- 企画・編成：加藤達也（フジテレビ）
- 構成：森一盛／杉本達
- リサーチ：スコープ
- 技術プロデューサー：志水敏明
- SW：野口弘
- CAM：佐々木悦代
- MIX：湯沢春城
- AO：池上行大
- LD：藤沼宏彰
- VE：岡靖
- VTR：大沢浩一
- 美術：梅澤朋香
- ヘアメイク：一條純子
- CG：パークグラフィックス
- EED：林迪晴、松本沙織
- MA：塩釜亮平
- 音効：山口晃司
- 広報：正岡高子（フジテレビ）
- TK：藤井佑季
- AP：綾田舞
- AD：和田健佑、石丸達也、菱谷真美、森雄一郎
- ディレクター：太田旬、濱口賢治
- 演出：富田一伸、佃敏史
- 総合演出：竹内康人
- プロデューサー：松浦拓弥、深野和伸
- 技術協力：千代田ビデオ
- 制作協力：共同テレビ
- 製作著作：フジテレビ

## ネット局
| 放送対象地域 | 放送局             | 系列           | 放送日時           | 備考          |
| ------------ | ------------------ | -------------- | ------------------ | ------------- |
| 関東広域圏   | フジテレビ         | フジテレビ系列 | 月曜 25:40 - 26:10 | 制作局        |
| 北海道       | 北海道文化放送     | フジテレビ系列 | 金曜 25:20 - 25:50 |               |
| 岩手県       | 岩手めんこいテレビ | フジテレビ系列 | 月曜 24:45 - 25:15 |               |
| 宮城県       | 仙台放送           | フジテレビ系列 | 金曜 25:35 - 26:05 | 2010年7月より |
| 秋田県       | 秋田テレビ         | フジテレビ系列 | 金曜 25:50 - 26:20 |               |
| 山形県       | さくらんぼテレビ   | フジテレビ系列 | 木曜 24:45 - 25:15 |               |
| 福島県       | 福島テレビ         | フジテレビ系列 | 火曜 24:45 - 25:15 |               |
| 新潟県       | 新潟総合テレビ     | フジテレビ系列 | 金曜 25:10 - 25:40 |               |
| 長野県       | 長野放送           | フジテレビ系列 | 月曜 24:45 - 25:15 |               |
| 富山県       | 富山テレビ         | フジテレビ系列 | 土曜 25:10 - 25:40 |               |
| 福井県       | 福井テレビ         | フジテレビ系列 | 木曜 24:40 - 25:10 |               |
| 中京広域圏   | 東海テレビ         | フジテレビ系列 | 月曜 25:26 - 25:56 |               |
| 近畿広域圏   | 関西テレビ         | フジテレビ系列 | 水曜 25:59 - 26:30 |               |
| 広島県       | テレビ新広島       | フジテレビ系列 | 木曜 25:15 - 25:45 |               |
| 高知県       | 高知さんさんテレビ | フジテレビ系列 | 木曜 25:15 - 25:45 |               |
| 福岡県       | テレビ西日本       | フジテレビ系列 | 水曜 25:40 - 26:10 |               |
| 熊本県       | テレビくまもと     | フジテレビ系列 | 木曜 24:45 - 25:15 |               |
| 大分県       | 大分放送           | TBS系列        | 月曜 23:50 - 24:20 |               |